# أغوستين آيروستا
أغوستين آيروستا (بالإسبانية: Agustín Irusta)‏ هو لاعب كرة قدم أرجنتيني في مركز حراسة المرمى، ولد في 19 يوليو 1942 في Noetinger ‏ في الأرجنتين. شارك مع منتخب الأرجنتين لكرة القدم. أما مع النوادي، فقد لعب مع نادي سان لورينزو ويونيون دي سانتا في.